# Nova fm
NOVA (auch Nova FM) ist ein dänischer landesweiter Radiosender, der von Bauer Media Danmark betrieben wird, einer dänischen Tochtergesellschaft der Bauer Media Group.
Der Umfrage von TNS Gallup zufolge ist Nova FM das drittbeliebteste Radioprogramm in Dänemark mit 1,36 Mio. Hörern wöchentlich (Kalenderwoche 47/2015). Die gleiche Analyse ergab einen Marktanteil von 8,8 Prozent landesweit.
Bis 2015 hatte die Betreibergesellschaft SBS Discovery Radio zur ProSiebenSat.1-Media-Gruppe gehört. Die erste Sendung ging am 8. September 2008 über den Äther. Nova FM ist der Nachfolger von TV2 Radio, das 2008 aus wirtschaftlichen Gründen eingestellt wurde.

## Programm
Nova FM sendet vor allem Musik. In die Rotation fallen sowohl neue als auch ältere Titel bekannter Pop- und Rock-Interpreten. Neben Musiksendungen gibt es vereinzelt auch Unterhaltungssendungen mit erhöhtem Sprachanteil und Informationssendungen. Die Kurznachrichten werden seit November 2014 von Berlingske Nyhedsbureau (Berlingske Media) produziert. 

## Empfang
Nova FM sendet in ganz Dänemark über UKW und DAB, kämpfte aber anfangs mit dem Manko, dass dem Sender in einigen Landesteilen nur leistungsschwache UKW-Frequenzen zur Verfügung standen. Frequenztausch führte v. a. in Ostjütland und im Raum Kopenhagen zu einer erheblichen Empfangsverbesserung.